# 2020年のヒューストン・アストロズ
2020年のヒューストン・アストロズ（2020 Houston Astros season）は、球団創設以来55年目のシーズン。テキサス州ヒューストンのミニッツメイド・パークでは20年目のシーズン。監督は1年目のダスティ・ベイカー。所属はアメリカンリーグの西地区。

## オフシーズン
2019年は107勝55敗で地区優勝を達成。ワールドシリーズではワシントン・ナショナルズと対決し2勝4敗で敗れたが、直後に2017年・2018年に電子機器を用いた不正な方法でサイン盗み（詳細はヒューストン・アストロズのサイン盗み問題を参照）をしていたことが発覚する。2020年1月13日には調査結果が公表され、罰金500万ドル、2020年及び2021年のMLBドラフト会議に於ける1巡目・2巡目指名権剥奪、ジェフ・ルーノウGMとA.J.ヒンチ監督の1年間業務停止処分が下され、この2名は解任となった。また当時アストロズに所属していた選手は処罰の対象から外れた。1月29日にはダスティ・ベイカーが監督に就任することが発表された。
2020年は世界中で新型コロナウイルスの感染が広まり、3月12日にはスプリングトレーニングの中止と開幕の延期が発表され、6月23日には公式戦開幕が7月23日か7月24日、レギュラーシーズンが全60試合で開催されることを発表した。6月30日にはマイナーリーグの開催中止が発表された。

## 開幕後
9月27日にレギュラーシーズンの全日程が終了し、29勝31敗で地区2位だった。
ワイルドカードゲームではミネソタ・ツインズと対戦し2連勝、ディビジョンシリーズではオークランド・アスレチックスと対戦し3勝1敗で下したが、リーグチャンピオンシップシリーズではタンパベイ・レイズに第7戦で2-4で敗れ、敗退となった。
10月28日にはブラッド・ピーコック、マイケル・ブラントリー、ジョシュ・レディック、ジョージ・スプリンガーがFAとなった。

## チーム成績

### シーズン成績
| アメリカンリーグ | アメリカンリーグ                  | アメリカンリーグ | アメリカンリーグ | アメリカンリーグ | アメリカンリーグ |        |        |        |        |        |        |        |        |        |
| 順               | チーム                            | 勝利             | 敗戦             | 勝率             | G差              |        |        |        |        |        |        |        |        |        |
| 東地区           | 東地区                            | 東地区           | 東地区           | 東地区           | 東地区           | 東地区 | 東地区 | 東地区 | 東地区 | 東地区 | 東地区 | 東地区 | 東地区 | 東地区 |
| ---------------- | --------------------------------- | ---------------- | ---------------- | ---------------- | ---------------- | ------ | ------ | ------ | ------ | ------ | ------ | ------ | ------ | ------ |
| 1                | (1)タンパベイ・レイズ             | 40               | 20               | .667             | -                |        |        |        |        |        |        |        |        |        |
| 2                | (5)ニューヨーク・ヤンキース       | 33               | 27               | .550             | 7.0              |        |        |        |        |        |        |        |        |        |
| 3                | (8)トロント・ブルージェイズ       | 32               | 28               | .533             | 8.0              |        |        |        |        |        |        |        |        |        |
| 4                | ボルチモア・オリオールズ          | 25               | 35               | .417             | 15.0             |        |        |        |        |        |        |        |        |        |
| 5                | ボストン・レッドソックス          | 24               | 36               | .400             | 16.0             |        |        |        |        |        |        |        |        |        |
| 中地区           |                                   |                  |                  |                  |                  |        |        |        |        |        |        |        |        |        |
| 1                | (3)ミネソタ・ツインズ             | 36               | 24               | .600             | -                |        |        |        |        |        |        |        |        |        |
| 2                | (4)クリーブランド・インディアンス | 35               | 25               | .583             | 1.0              |        |        |        |        |        |        |        |        |        |
| 3                | (7)シカゴ・ホワイトソックス       | 35               | 25               | .583             | 1.0              |        |        |        |        |        |        |        |        |        |
| 4                | カンザスシティ・ロイヤルズ        | 26               | 34               | .433             | 10.0             |        |        |        |        |        |        |        |        |        |
| 5                | デトロイト・タイガース            | 23               | 35               | .397             | 12.0             |        |        |        |        |        |        |        |        |        |
| 西地区           |                                   |                  |                  |                  |                  |        |        |        |        |        |        |        |        |        |
| 1                | (2)オークランド・アスレチックス   | 36               | 24               | .600             | -                |        |        |        |        |        |        |        |        |        |
| 2                | (6)ヒューストン・アストロズ       | 29               | 31               | .483             | 7.0              |        |        |        |        |        |        |        |        |        |
| 3                | シアトル・マリナーズ              | 27               | 33               | .450             | 9.0              |        |        |        |        |        |        |        |        |        |
| 4                | ロサンゼルス・エンゼルス          | 26               | 34               | .433             | 10.0             |        |        |        |        |        |        |        |        |        |
| 5                | テキサス・レンジャーズ            | 22               | 38               | .367             | 14.0             |        |        |        |        |        |        |        |        |        |

| ナショナルリーグ | ナショナルリーグ               | ナショナルリーグ | ナショナルリーグ | ナショナルリーグ | ナショナルリーグ |        |        |        |        |        |        |        |        |        |
| 順               | チーム                         | 勝利             | 敗戦             | 勝率             | G差              |        |        |        |        |        |        |        |        |        |
| 東地区           | 東地区                         | 東地区           | 東地区           | 東地区           | 東地区           | 東地区 | 東地区 | 東地区 | 東地区 | 東地区 | 東地区 | 東地区 | 東地区 | 東地区 |
| ---------------- | ------------------------------ | ---------------- | ---------------- | ---------------- | ---------------- | ------ | ------ | ------ | ------ | ------ | ------ | ------ | ------ | ------ |
| 1                | (2)アトランタ・ブレーブス      | 35               | 25               | .583             | -                |        |        |        |        |        |        |        |        |        |
| 2                | (6)マイアミ・マーリンズ        | 31               | 29               | .517             | 4.0              |        |        |        |        |        |        |        |        |        |
| 3                | フィラデルフィア・フィリーズ   | 28               | 32               | .467             | 7.0              |        |        |        |        |        |        |        |        |        |
| 4                | ワシントン・ナショナルズ       | 26               | 34               | .433             | 9.0              |        |        |        |        |        |        |        |        |        |
| 5                | ニューヨーク・メッツ           | 26               | 34               | .433             | 9.0              |        |        |        |        |        |        |        |        |        |
| 中地区           |                                |                  |                  |                  |                  |        |        |        |        |        |        |        |        |        |
| 1                | (3)シカゴ・カブス              | 34               | 26               | .567             | -                |        |        |        |        |        |        |        |        |        |
| 2                | (5)セントルイス・カージナルス  | 30               | 28               | .517             | 3.0              |        |        |        |        |        |        |        |        |        |
| 3                | (7)シンシナティ・レッズ        | 31               | 29               | .517             | 3.0              |        |        |        |        |        |        |        |        |        |
| 4                | (8)ミルウォーキー・ブルワーズ  | 29               | 31               | .483             | 5.0              |        |        |        |        |        |        |        |        |        |
| 5                | ピッツバーグ・パイレーツ       | 19               | 41               | .317             | 15.0             |        |        |        |        |        |        |        |        |        |
| 西地区           |                                |                  |                  |                  |                  |        |        |        |        |        |        |        |        |        |
| 1                | (1)ロサンゼルス・ドジャース    | 43               | 17               | .717             | -                |        |        |        |        |        |        |        |        |        |
| 2                | (4)サンディエゴ・パドレス      | 37               | 23               | .617             | 6.0              |        |        |        |        |        |        |        |        |        |
| 3                | サンフランシスコ・ジャイアンツ | 29               | 31               | .483             | 14.0             |        |        |        |        |        |        |        |        |        |
| 4                | コロラド・ロッキーズ           | 26               | 34               | .433             | 17.0             |        |        |        |        |        |        |        |        |        |
| 5                | アリゾナ・ダイヤモンドバックス | 25               | 35               | .417             | 18.0             |        |        |        |        |        |        |        |        |        |

| アメリカンリーグ       | アメリカンリーグ               | アメリカンリーグ | アメリカンリーグ | アメリカンリーグ | アメリカンリーグ | アメリカンリーグ | アメリカンリーグ | アメリカンリーグ | アメリカンリーグ | アメリカンリーグ | アメリカンリーグ | アメリカンリーグ | アメリカンリーグ | アメリカンリーグ |
| 順                     | チーム                         | 地区             | 勝               | 敗               | 率               | 差               |                  |                  |                  |                  |                  |                  |                  |                  |
| 地区1位                | 地区1位                        | 地区1位          | 地区1位          | 地区1位          | 地区1位          | 地区1位          | 地区1位          | 地区1位          | 地区1位          | 地区1位          | 地区1位          | 地区1位          | 地区1位          | 地区1位          |
| ---------------------- | ------------------------------ | ---------------- | ---------------- | ---------------- | ---------------- | ---------------- | ---------------- | ---------------- | ---------------- | ---------------- | ---------------- | ---------------- | ---------------- | ---------------- |
| 1                      | タンパベイ・レイズ             | 東               | 40               | 20               | .667             |                  |                  |                  |                  |                  |                  |                  |                  |                  |
| 2                      | オークランド・アスレチックス   | 西               | 36               | 24               | .600             |                  |                  |                  |                  |                  |                  |                  |                  |                  |
| 3                      | ミネソタ・ツインズ             | 中               | 36               | 24               | .600             |                  |                  |                  |                  |                  |                  |                  |                  |                  |
| 地区2位                |                                |                  |                  |                  |                  |                  |                  |                  |                  |                  |                  |                  |                  |                  |
| 4                      | クリーブランド・インディアンス | 中               | 35               | 25               | .583             |                  |                  |                  |                  |                  |                  |                  |                  |                  |
| 5                      | ニューヨーク・ヤンキース       | 東               | 33               | 27               | .550             |                  |                  |                  |                  |                  |                  |                  |                  |                  |
| 6                      | ヒューストン・アストロズ       | 西               | 29               | 31               | .483             |                  |                  |                  |                  |                  |                  |                  |                  |                  |
| ワイルドカード         |                                |                  |                  |                  |                  |                  |                  |                  |                  |                  |                  |                  |                  |                  |
| 7                      | シカゴ・ホワイトソックス       | 中               | 35               | 25               | .583             | -3.0             |                  |                  |                  |                  |                  |                  |                  |                  |
| 8                      | トロント・ブルージェイズ       | 東               | 32               | 28               | .533             | -                |                  |                  |                  |                  |                  |                  |                  |                  |
| レギュラーシーズン敗退 |                                |                  |                  |                  |                  |                  |                  |                  |                  |                  |                  |                  |                  |                  |
| 9                      | シアトル・マリナーズ           | 西               | 27               | 33               | .450             | 5.0              |                  |                  |                  |                  |                  |                  |                  |                  |
| 10                     | カンザスシティ・ロイヤルズ     | 中               | 26               | 34               | .433             | 6.0              |                  |                  |                  |                  |                  |                  |                  |                  |
| 11                     | ロサンゼルス・エンゼルス       | 西               | 26               | 34               | .433             | 6.0              |                  |                  |                  |                  |                  |                  |                  |                  |
| 12                     | ボルチモア・オリオールズ       | 東               | 25               | 35               | .417             | 7.0              |                  |                  |                  |                  |                  |                  |                  |                  |
| 13                     | ボストン・レッドソックス       | 東               | 24               | 36               | .400             | 8.0              |                  |                  |                  |                  |                  |                  |                  |                  |
| 14                     | デトロイト・タイガース         | 中               | 23               | 35               | .397             | 8.0              |                  |                  |                  |                  |                  |                  |                  |                  |
| 15                     | テキサス・レンジャーズ         | 西               | 22               | 38               | .367             | 10.0             |                  |                  |                  |                  |                  |                  |                  |                  |
| タイブレーク           |                                |                  |                  |                  |                  |                  |                  |                  |                  |                  |                  |                  |                  |                  |
|                        |                                |                  |                  |                  |                  |                  |                  |                  |                  |                  |                  |                  |                  |                  |

| ナショナルリーグ       | ナショナルリーグ               | ナショナルリーグ | ナショナルリーグ | ナショナルリーグ | ナショナルリーグ | ナショナルリーグ | ナショナルリーグ | ナショナルリーグ | ナショナルリーグ | ナショナルリーグ | ナショナルリーグ | ナショナルリーグ | ナショナルリーグ | ナショナルリーグ |
| 順                     | チーム                         | 地区             | 勝               | 敗               | 率               | 差               |                  |                  |                  |                  |                  |                  |                  |                  |
| 地区1位                | 地区1位                        | 地区1位          | 地区1位          | 地区1位          | 地区1位          | 地区1位          | 地区1位          | 地区1位          | 地区1位          | 地区1位          | 地区1位          | 地区1位          | 地区1位          | 地区1位          |
| ---------------------- | ------------------------------ | ---------------- | ---------------- | ---------------- | ---------------- | ---------------- | ---------------- | ---------------- | ---------------- | ---------------- | ---------------- | ---------------- | ---------------- | ---------------- |
| 1                      | ロサンゼルス・ドジャース       | 西               | 43               | 17               | .717             |                  |                  |                  |                  |                  |                  |                  |                  |                  |
| 2                      | アトランタ・ブレーブス         | 東               | 35               | 25               | .583             |                  |                  |                  |                  |                  |                  |                  |                  |                  |
| 3                      | シカゴ・カブス                 | 中               | 34               | 26               | .567             |                  |                  |                  |                  |                  |                  |                  |                  |                  |
| 地区2位                |                                |                  |                  |                  |                  |                  |                  |                  |                  |                  |                  |                  |                  |                  |
| 4                      | サンディエゴ・パドレス         | 西               | 37               | 23               | .617             |                  |                  |                  |                  |                  |                  |                  |                  |                  |
| 5                      | セントルイス・カージナルス     | 中               | 30               | 28               | .517             |                  |                  |                  |                  |                  |                  |                  |                  |                  |
| 6                      | マイアミ・マーリンズ           | 東               | 31               | 29               | .517             |                  |                  |                  |                  |                  |                  |                  |                  |                  |
| ワイルドカード         |                                |                  |                  |                  |                  |                  |                  |                  |                  |                  |                  |                  |                  |                  |
| 7                      | シンシナティ・レッズ           | 中               | 31               | 29               | .517             | -2.0             |                  |                  |                  |                  |                  |                  |                  |                  |
| 8                      | ミルウォーキー・ブルワーズ     | 中               | 29               | 31               | .483             | -                |                  |                  |                  |                  |                  |                  |                  |                  |
| レギュラーシーズン敗退 |                                |                  |                  |                  |                  |                  |                  |                  |                  |                  |                  |                  |                  |                  |
| 9                      | サンフランシスコ・ジャイアンツ | 西               | 29               | 31               | .483             | 0.0              |                  |                  |                  |                  |                  |                  |                  |                  |
| 10                     | フィラデルフィア・フィリーズ   | 東               | 28               | 32               | .467             | 1.0              |                  |                  |                  |                  |                  |                  |                  |                  |
| 11                     | コロラド・ロッキーズ           | 西               | 26               | 34               | .433             | 3.0              |                  |                  |                  |                  |                  |                  |                  |                  |
| 12                     | ニューヨーク・メッツ           | 東               | 26               | 34               | .433             | 3.0              |                  |                  |                  |                  |                  |                  |                  |                  |
| 13                     | ワシントン・ナショナルズ       | 東               | 26               | 34               | .433             | 3.0              |                  |                  |                  |                  |                  |                  |                  |                  |
| 14                     | アリゾナ・ダイヤモンドバックス | 西               | 25               | 35               | .417             | 4.0              |                  |                  |                  |                  |                  |                  |                  |                  |
| 15                     | ピッツバーグ・パイレーツ       | 中               | 19               | 41               | .317             | 10.0             |                  |                  |                  |                  |                  |                  |                  |                  |
| タイブレーク           |                                |                  |                  |                  |                  |                  |                  |                  |                  |                  |                  |                  |                  |                  |
| 1.                     |                                |                  |                  |                  |                  |                  |                  |                  |                  |                  |                  |                  |                  |                  |

### ポストシーズン
| |                                       |                                       |                                       |                                       |                                       |                                       |                                       |                                   |                                   |                                   |                                   |                                   |                                   |                                   |                                     |                                     |                                     |                                     |                                     |                                     |                                     |                         |                         |                         |                         |                  |                  |                                     |                                     |                                     |                                     |                                     |                                     |                                     |
| | 9/29,30 ターゲット・フィールド        | 9/29,30 ターゲット・フィールド        | 9/29,30 ターゲット・フィールド        | 9/29,30 ターゲット・フィールド        | 9/29,30 ターゲット・フィールド        | 9/29,30 ターゲット・フィールド        | 9/29,30 ターゲット・フィールド        |                                   |                                   | 10/5-8 ドジャー・スタジアム       | 10/5-8 ドジャー・スタジアム       | 10/5-8 ドジャー・スタジアム       | 10/5-8 ドジャー・スタジアム       | 10/5-8 ドジャー・スタジアム       | 10/5-8 ドジャー・スタジアム         | 10/5-8 ドジャー・スタジアム         |                                     |                                     | 10/11-17 ペトコ・パーク             | 10/11-17 ペトコ・パーク             | 10/11-17 ペトコ・パーク             | 10/11-17 ペトコ・パーク | 10/11-17 ペトコ・パーク | 10/11-17 ペトコ・パーク | 10/11-17 ペトコ・パーク |                  |                  | 10/20-27 グローブライフ・フィールド | 10/20-27 グローブライフ・フィールド | 10/20-27 グローブライフ・フィールド | 10/20-27 グローブライフ・フィールド | 10/20-27 グローブライフ・フィールド | 10/20-27 グローブライフ・フィールド | 10/20-27 グローブライフ・フィールド |
| | 9/29,30 ターゲット・フィールド        | 9/29,30 ターゲット・フィールド        | 9/29,30 ターゲット・フィールド        | 9/29,30 ターゲット・フィールド        | 9/29,30 ターゲット・フィールド        | 9/29,30 ターゲット・フィールド        | 9/29,30 ターゲット・フィールド        |                                   |                                   | 10/5-8 ドジャー・スタジアム       | 10/5-8 ドジャー・スタジアム       | 10/5-8 ドジャー・スタジアム       | 10/5-8 ドジャー・スタジアム       | 10/5-8 ドジャー・スタジアム       | 10/5-8 ドジャー・スタジアム         | 10/5-8 ドジャー・スタジアム         |                                     |                                     | 10/11-17 ペトコ・パーク             | 10/11-17 ペトコ・パーク             | 10/11-17 ペトコ・パーク             | 10/11-17 ペトコ・パーク | 10/11-17 ペトコ・パーク | 10/11-17 ペトコ・パーク | 10/11-17 ペトコ・パーク |                  |                  | 10/20-27 グローブライフ・フィールド | 10/20-27 グローブライフ・フィールド | 10/20-27 グローブライフ・フィールド | 10/20-27 グローブライフ・フィールド | 10/20-27 グローブライフ・フィールド | 10/20-27 グローブライフ・フィールド | 10/20-27 グローブライフ・フィールド |
| | 6                                     | アストロズ                            | アストロズ                            | アストロズ                            | アストロズ                            | アストロズ                            | アストロズ                            |                                   |                                   | 10/5-8 ドジャー・スタジアム       | 10/5-8 ドジャー・スタジアム       | 10/5-8 ドジャー・スタジアム       | 10/5-8 ドジャー・スタジアム       | 10/5-8 ドジャー・スタジアム       | 10/5-8 ドジャー・スタジアム         | 10/5-8 ドジャー・スタジアム         |                                     |                                     | 10/11-17 ペトコ・パーク             | 10/11-17 ペトコ・パーク             | 10/11-17 ペトコ・パーク             | 10/11-17 ペトコ・パーク | 10/11-17 ペトコ・パーク | 10/11-17 ペトコ・パーク | 10/11-17 ペトコ・パーク |                  |                  | 10/20-27 グローブライフ・フィールド | 10/20-27 グローブライフ・フィールド | 10/20-27 グローブライフ・フィールド | 10/20-27 グローブライフ・フィールド | 10/20-27 グローブライフ・フィールド | 10/20-27 グローブライフ・フィールド | 10/20-27 グローブライフ・フィールド |
| | 4                                     | 3                                     |                                       |                                       |                                       |                                       |                                       |                                   |                                   | 10/5-8 ドジャー・スタジアム       | 10/5-8 ドジャー・スタジアム       | 10/5-8 ドジャー・スタジアム       | 10/5-8 ドジャー・スタジアム       | 10/5-8 ドジャー・スタジアム       | 10/5-8 ドジャー・スタジアム         | 10/5-8 ドジャー・スタジアム         |                                     |                                     | 10/11-17 ペトコ・パーク             | 10/11-17 ペトコ・パーク             | 10/11-17 ペトコ・パーク             | 10/11-17 ペトコ・パーク | 10/11-17 ペトコ・パーク | 10/11-17 ペトコ・パーク | 10/11-17 ペトコ・パーク |                  |                  | 10/20-27 グローブライフ・フィールド | 10/20-27 グローブライフ・フィールド | 10/20-27 グローブライフ・フィールド | 10/20-27 グローブライフ・フィールド | 10/20-27 グローブライフ・フィールド | 10/20-27 グローブライフ・フィールド | 10/20-27 グローブライフ・フィールド |
| | 1                                     | 1                                     |                                       |                                       |                                       |                                       |                                       |                                   |                                   | 10/5-8 ドジャー・スタジアム       | 10/5-8 ドジャー・スタジアム       | 10/5-8 ドジャー・スタジアム       | 10/5-8 ドジャー・スタジアム       | 10/5-8 ドジャー・スタジアム       | 10/5-8 ドジャー・スタジアム         | 10/5-8 ドジャー・スタジアム         |                                     |                                     | 10/11-17 ペトコ・パーク             | 10/11-17 ペトコ・パーク             | 10/11-17 ペトコ・パーク             | 10/11-17 ペトコ・パーク | 10/11-17 ペトコ・パーク | 10/11-17 ペトコ・パーク | 10/11-17 ペトコ・パーク |                  |                  | 10/20-27 グローブライフ・フィールド | 10/20-27 グローブライフ・フィールド | 10/20-27 グローブライフ・フィールド | 10/20-27 グローブライフ・フィールド | 10/20-27 グローブライフ・フィールド | 10/20-27 グローブライフ・フィールド | 10/20-27 グローブライフ・フィールド |
| | 3                                     | ツインズ                              | ツインズ                              | ツインズ                              | ツインズ                              | ツインズ                              | ツインズ                              | 6                                 | アストロズ                        | アストロズ                        | アストロズ                        | アストロズ                        | アストロズ                        | アストロズ                        |                                     |                                     |                                     |                                     | 10/11-17 ペトコ・パーク             | 10/11-17 ペトコ・パーク             | 10/11-17 ペトコ・パーク             | 10/11-17 ペトコ・パーク | 10/11-17 ペトコ・パーク | 10/11-17 ペトコ・パーク | 10/11-17 ペトコ・パーク |                  |                  | 10/20-27 グローブライフ・フィールド | 10/20-27 グローブライフ・フィールド | 10/20-27 グローブライフ・フィールド | 10/20-27 グローブライフ・フィールド | 10/20-27 グローブライフ・フィールド | 10/20-27 グローブライフ・フィールド | 10/20-27 グローブライフ・フィールド |
| | 9/29,30,10/1 オークランド・コロシアム | 9/29,30,10/1 オークランド・コロシアム | 9/29,30,10/1 オークランド・コロシアム | 9/29,30,10/1 オークランド・コロシアム | 9/29,30,10/1 オークランド・コロシアム | 9/29,30,10/1 オークランド・コロシアム | 9/29,30,10/1 オークランド・コロシアム | 10                                | 5                                 | 7                                 | 11                                |                                   |                                   |                                   |                                     |                                     |                                     |                                     | 10/11-17 ペトコ・パーク             | 10/11-17 ペトコ・パーク             | 10/11-17 ペトコ・パーク             | 10/11-17 ペトコ・パーク | 10/11-17 ペトコ・パーク | 10/11-17 ペトコ・パーク | 10/11-17 ペトコ・パーク |                  |                  | 10/20-27 グローブライフ・フィールド | 10/20-27 グローブライフ・フィールド | 10/20-27 グローブライフ・フィールド | 10/20-27 グローブライフ・フィールド | 10/20-27 グローブライフ・フィールド | 10/20-27 グローブライフ・フィールド | 10/20-27 グローブライフ・フィールド |
| | 9/29,30,10/1 オークランド・コロシアム | 9/29,30,10/1 オークランド・コロシアム | 9/29,30,10/1 オークランド・コロシアム | 9/29,30,10/1 オークランド・コロシアム | 9/29,30,10/1 オークランド・コロシアム | 9/29,30,10/1 オークランド・コロシアム | 9/29,30,10/1 オークランド・コロシアム |                                   | 5                                 | 2                                 | 9                                 | 6                                 |                                   |                                   |                                     |                                     |                                     |                                     | 10/11-17 ペトコ・パーク             | 10/11-17 ペトコ・パーク             | 10/11-17 ペトコ・パーク             | 10/11-17 ペトコ・パーク | 10/11-17 ペトコ・パーク | 10/11-17 ペトコ・パーク | 10/11-17 ペトコ・パーク |                  |                  | 10/20-27 グローブライフ・フィールド | 10/20-27 グローブライフ・フィールド | 10/20-27 グローブライフ・フィールド | 10/20-27 グローブライフ・フィールド | 10/20-27 グローブライフ・フィールド | 10/20-27 グローブライフ・フィールド | 10/20-27 グローブライフ・フィールド |
| | 7                                     | ホワイトソックス                      | ホワイトソックス                      | ホワイトソックス                      | ホワイトソックス                      | ホワイトソックス                      | ホワイトソックス                      | 2                                 | アスレチックス                    | アスレチックス                    | アスレチックス                    | アスレチックス                    | アスレチックス                    | アスレチックス                    |                                     |                                     |                                     |                                     | 10/11-17 ペトコ・パーク             | 10/11-17 ペトコ・パーク             | 10/11-17 ペトコ・パーク             | 10/11-17 ペトコ・パーク | 10/11-17 ペトコ・パーク | 10/11-17 ペトコ・パーク | 10/11-17 ペトコ・パーク |                  |                  | 10/20-27 グローブライフ・フィールド | 10/20-27 グローブライフ・フィールド | 10/20-27 グローブライフ・フィールド | 10/20-27 グローブライフ・フィールド | 10/20-27 グローブライフ・フィールド | 10/20-27 グローブライフ・フィールド | 10/20-27 グローブライフ・フィールド |
| | 4                                     | 3                                     | 4                                     |                                       |                                       |                                       |                                       | 10/5-9 ペトコ・パーク             | 10/5-9 ペトコ・パーク             | 10/5-9 ペトコ・パーク             | 10/5-9 ペトコ・パーク             | 10/5-9 ペトコ・パーク             | 10/5-9 ペトコ・パーク             | 10/5-9 ペトコ・パーク             |                                     |                                     |                                     |                                     | 10/11-17 ペトコ・パーク             | 10/11-17 ペトコ・パーク             | 10/11-17 ペトコ・パーク             | 10/11-17 ペトコ・パーク | 10/11-17 ペトコ・パーク | 10/11-17 ペトコ・パーク | 10/11-17 ペトコ・パーク |                  |                  | 10/20-27 グローブライフ・フィールド | 10/20-27 グローブライフ・フィールド | 10/20-27 グローブライフ・フィールド | 10/20-27 グローブライフ・フィールド | 10/20-27 グローブライフ・フィールド | 10/20-27 グローブライフ・フィールド | 10/20-27 グローブライフ・フィールド |
| | 1                                     | 5                                     | 6                                     |                                       |                                       |                                       |                                       | 10/5-9 ペトコ・パーク             | 10/5-9 ペトコ・パーク             | 10/5-9 ペトコ・パーク             | 10/5-9 ペトコ・パーク             | 10/5-9 ペトコ・パーク             | 10/5-9 ペトコ・パーク             | 10/5-9 ペトコ・パーク             |                                     |                                     |                                     |                                     | 10/11-17 ペトコ・パーク             | 10/11-17 ペトコ・パーク             | 10/11-17 ペトコ・パーク             | 10/11-17 ペトコ・パーク | 10/11-17 ペトコ・パーク | 10/11-17 ペトコ・パーク | 10/11-17 ペトコ・パーク |                  |                  | 10/20-27 グローブライフ・フィールド | 10/20-27 グローブライフ・フィールド | 10/20-27 グローブライフ・フィールド | 10/20-27 グローブライフ・フィールド | 10/20-27 グローブライフ・フィールド | 10/20-27 グローブライフ・フィールド | 10/20-27 グローブライフ・フィールド |
| | 2                                     | アスレチックス                        | アスレチックス                        | アスレチックス                        | アスレチックス                        | アスレチックス                        | アスレチックス                        | 10/5-9 ペトコ・パーク             | 10/5-9 ペトコ・パーク             | 10/5-9 ペトコ・パーク             | 10/5-9 ペトコ・パーク             | 10/5-9 ペトコ・パーク             | 10/5-9 ペトコ・パーク             | 10/5-9 ペトコ・パーク             | 6                                   | アストロズ                          | アストロズ                          | アストロズ                          | アストロズ                          | アストロズ                          | アストロズ                          |                         |                         |                         |                         |                  |                  | 10/20-27 グローブライフ・フィールド | 10/20-27 グローブライフ・フィールド | 10/20-27 グローブライフ・フィールド | 10/20-27 グローブライフ・フィールド | 10/20-27 グローブライフ・フィールド | 10/20-27 グローブライフ・フィールド | 10/20-27 グローブライフ・フィールド |
| | 9/29,30 プログレッシブ・フィールド    | 9/29,30 プログレッシブ・フィールド    | 9/29,30 プログレッシブ・フィールド    | 9/29,30 プログレッシブ・フィールド    | 9/29,30 プログレッシブ・フィールド    | 9/29,30 プログレッシブ・フィールド    | 9/29,30 プログレッシブ・フィールド    | 10/5-9 ペトコ・パーク             | 10/5-9 ペトコ・パーク             | 10/5-9 ペトコ・パーク             | 10/5-9 ペトコ・パーク             | 10/5-9 ペトコ・パーク             | 10/5-9 ペトコ・パーク             | 10/5-9 ペトコ・パーク             | 1                                   | 2                                   | 2                                   | 4                                   | 4                                   | 7                                   | 2                                   |                         |                         |                         |                         |                  |                  | 10/20-27 グローブライフ・フィールド | 10/20-27 グローブライフ・フィールド | 10/20-27 グローブライフ・フィールド | 10/20-27 グローブライフ・フィールド | 10/20-27 グローブライフ・フィールド | 10/20-27 グローブライフ・フィールド | 10/20-27 グローブライフ・フィールド |
| | 9/29,30 プログレッシブ・フィールド    | 9/29,30 プログレッシブ・フィールド    | 9/29,30 プログレッシブ・フィールド    | 9/29,30 プログレッシブ・フィールド    | 9/29,30 プログレッシブ・フィールド    | 9/29,30 プログレッシブ・フィールド    | 9/29,30 プログレッシブ・フィールド    | 10/5-9 ペトコ・パーク             | 10/5-9 ペトコ・パーク             | 10/5-9 ペトコ・パーク             | 10/5-9 ペトコ・パーク             | 10/5-9 ペトコ・パーク             | 10/5-9 ペトコ・パーク             | 10/5-9 ペトコ・パーク             |                                     | 2                                   | 4                                   | 5                                   | 3                                   | 3                                   | 4                                   | 4                       |                         |                         |                         |                  |                  | 10/20-27 グローブライフ・フィールド | 10/20-27 グローブライフ・フィールド | 10/20-27 グローブライフ・フィールド | 10/20-27 グローブライフ・フィールド | 10/20-27 グローブライフ・フィールド | 10/20-27 グローブライフ・フィールド | 10/20-27 グローブライフ・フィールド |
| | 5                                     | ヤンキース                            | ヤンキース                            | ヤンキース                            | ヤンキース                            | ヤンキース                            | ヤンキース                            | 10/5-9 ペトコ・パーク             | 10/5-9 ペトコ・パーク             | 10/5-9 ペトコ・パーク             | 10/5-9 ペトコ・パーク             | 10/5-9 ペトコ・パーク             | 10/5-9 ペトコ・パーク             | 10/5-9 ペトコ・パーク             | 1                                   | レイズ                              | レイズ                              | レイズ                              | レイズ                              | レイズ                              | レイズ                              |                         |                         |                         |                         |                  |                  | 10/20-27 グローブライフ・フィールド | 10/20-27 グローブライフ・フィールド | 10/20-27 グローブライフ・フィールド | 10/20-27 グローブライフ・フィールド | 10/20-27 グローブライフ・フィールド | 10/20-27 グローブライフ・フィールド | 10/20-27 グローブライフ・フィールド |
| | 12                                    | 10                                    |                                       |                                       |                                       |                                       |                                       | 10/5-9 ペトコ・パーク             | 10/5-9 ペトコ・パーク             | 10/5-9 ペトコ・パーク             | 10/5-9 ペトコ・パーク             | 10/5-9 ペトコ・パーク             | 10/5-9 ペトコ・パーク             | 10/5-9 ペトコ・パーク             | ALCS                                | ALCS                                | ALCS                                | ALCS                                | ALCS                                | ALCS                                | ALCS                                |                         |                         |                         |                         |                  |                  | 10/20-27 グローブライフ・フィールド | 10/20-27 グローブライフ・フィールド | 10/20-27 グローブライフ・フィールド | 10/20-27 グローブライフ・フィールド | 10/20-27 グローブライフ・フィールド | 10/20-27 グローブライフ・フィールド | 10/20-27 グローブライフ・フィールド |
| | 3                                     | 9                                     |                                       |                                       |                                       |                                       |                                       | 10/5-9 ペトコ・パーク             | 10/5-9 ペトコ・パーク             | 10/5-9 ペトコ・パーク             | 10/5-9 ペトコ・パーク             | 10/5-9 ペトコ・パーク             | 10/5-9 ペトコ・パーク             | 10/5-9 ペトコ・パーク             | ALCS                                | ALCS                                | ALCS                                | ALCS                                | ALCS                                | ALCS                                | ALCS                                |                         |                         |                         |                         |                  |                  | 10/20-27 グローブライフ・フィールド | 10/20-27 グローブライフ・フィールド | 10/20-27 グローブライフ・フィールド | 10/20-27 グローブライフ・フィールド | 10/20-27 グローブライフ・フィールド | 10/20-27 グローブライフ・フィールド | 10/20-27 グローブライフ・フィールド |
| | 4                                     | インディアンス                        | インディアンス                        | インディアンス                        | インディアンス                        | インディアンス                        | インディアンス                        | 5                                 | ヤンキース                        | ヤンキース                        | ヤンキース                        | ヤンキース                        | ヤンキース                        | ヤンキース                        | 10/12-18 グローブライフ・フィールド | 10/12-18 グローブライフ・フィールド | 10/12-18 グローブライフ・フィールド | 10/12-18 グローブライフ・フィールド | 10/12-18 グローブライフ・フィールド | 10/12-18 グローブライフ・フィールド | 10/12-18 グローブライフ・フィールド |                         |                         |                         |                         |                  |                  | 10/20-27 グローブライフ・フィールド | 10/20-27 グローブライフ・フィールド | 10/20-27 グローブライフ・フィールド | 10/20-27 グローブライフ・フィールド | 10/20-27 グローブライフ・フィールド | 10/20-27 グローブライフ・フィールド | 10/20-27 グローブライフ・フィールド |
| | 9/29,30 トロピカーナ・フィールド      | 9/29,30 トロピカーナ・フィールド      | 9/29,30 トロピカーナ・フィールド      | 9/29,30 トロピカーナ・フィールド      | 9/29,30 トロピカーナ・フィールド      | 9/29,30 トロピカーナ・フィールド      | 9/29,30 トロピカーナ・フィールド      | 9                                 | 5                                 | 4                                 | 5                                 | 1                                 |                                   |                                   | 10/12-18 グローブライフ・フィールド | 10/12-18 グローブライフ・フィールド | 10/12-18 グローブライフ・フィールド | 10/12-18 グローブライフ・フィールド | 10/12-18 グローブライフ・フィールド | 10/12-18 グローブライフ・フィールド | 10/12-18 グローブライフ・フィールド |                         |                         |                         |                         |                  |                  | 10/20-27 グローブライフ・フィールド | 10/20-27 グローブライフ・フィールド | 10/20-27 グローブライフ・フィールド | 10/20-27 グローブライフ・フィールド | 10/20-27 グローブライフ・フィールド | 10/20-27 グローブライフ・フィールド | 10/20-27 グローブライフ・フィールド |
| | 9/29,30 トロピカーナ・フィールド      | 9/29,30 トロピカーナ・フィールド      | 9/29,30 トロピカーナ・フィールド      | 9/29,30 トロピカーナ・フィールド      | 9/29,30 トロピカーナ・フィールド      | 9/29,30 トロピカーナ・フィールド      | 9/29,30 トロピカーナ・フィールド      |                                   | 3                                 | 7                                 | 8                                 | 1                                 | 2                                 |                                   |                                     | 10/12-18 グローブライフ・フィールド | 10/12-18 グローブライフ・フィールド | 10/12-18 グローブライフ・フィールド | 10/12-18 グローブライフ・フィールド | 10/12-18 グローブライフ・フィールド | 10/12-18 グローブライフ・フィールド |                         |                         |                         |                         |                  |                  | 10/20-27 グローブライフ・フィールド | 10/20-27 グローブライフ・フィールド | 10/20-27 グローブライフ・フィールド | 10/20-27 グローブライフ・フィールド | 10/20-27 グローブライフ・フィールド | 10/20-27 グローブライフ・フィールド | 10/20-27 グローブライフ・フィールド |
| | 8                                     | ブルージェイズ                        | ブルージェイズ                        | ブルージェイズ                        | ブルージェイズ                        | ブルージェイズ                        | ブルージェイズ                        | 1                                 | レイズ                            | レイズ                            | レイズ                            | レイズ                            | レイズ                            | レイズ                            | 10/12-18 グローブライフ・フィールド | 10/12-18 グローブライフ・フィールド | 10/12-18 グローブライフ・フィールド | 10/12-18 グローブライフ・フィールド | 10/12-18 グローブライフ・フィールド | 10/12-18 グローブライフ・フィールド | 10/12-18 グローブライフ・フィールド |                         |                         |                         |                         |                  |                  | 10/20-27 グローブライフ・フィールド | 10/20-27 グローブライフ・フィールド | 10/20-27 グローブライフ・フィールド | 10/20-27 グローブライフ・フィールド | 10/20-27 グローブライフ・フィールド | 10/20-27 グローブライフ・フィールド | 10/20-27 グローブライフ・フィールド |
| | 1                                     | 2                                     |                                       |                                       |                                       |                                       |                                       | ALDS                              | ALDS                              | ALDS                              | ALDS                              | ALDS                              | ALDS                              | ALDS                              | 10/12-18 グローブライフ・フィールド | 10/12-18 グローブライフ・フィールド | 10/12-18 グローブライフ・フィールド | 10/12-18 グローブライフ・フィールド | 10/12-18 グローブライフ・フィールド | 10/12-18 グローブライフ・フィールド | 10/12-18 グローブライフ・フィールド |                         |                         |                         |                         |                  |                  | 10/20-27 グローブライフ・フィールド | 10/20-27 グローブライフ・フィールド | 10/20-27 グローブライフ・フィールド | 10/20-27 グローブライフ・フィールド | 10/20-27 グローブライフ・フィールド | 10/20-27 グローブライフ・フィールド | 10/20-27 グローブライフ・フィールド |
| | 3                                     | 8                                     |                                       |                                       |                                       |                                       |                                       | ALDS                              | ALDS                              | ALDS                              | ALDS                              | ALDS                              | ALDS                              | ALDS                              | 10/12-18 グローブライフ・フィールド | 10/12-18 グローブライフ・フィールド | 10/12-18 グローブライフ・フィールド | 10/12-18 グローブライフ・フィールド | 10/12-18 グローブライフ・フィールド | 10/12-18 グローブライフ・フィールド | 10/12-18 グローブライフ・フィールド |                         |                         |                         |                         |                  |                  | 10/20-27 グローブライフ・フィールド | 10/20-27 グローブライフ・フィールド | 10/20-27 グローブライフ・フィールド | 10/20-27 グローブライフ・フィールド | 10/20-27 グローブライフ・フィールド | 10/20-27 グローブライフ・フィールド | 10/20-27 グローブライフ・フィールド |
| | 1                                     | レイズ                                | レイズ                                | レイズ                                | レイズ                                | レイズ                                | レイズ                                | 10/6-8 ミニッツメイド・パーク     | 10/6-8 ミニッツメイド・パーク     | 10/6-8 ミニッツメイド・パーク     | 10/6-8 ミニッツメイド・パーク     | 10/6-8 ミニッツメイド・パーク     | 10/6-8 ミニッツメイド・パーク     | 10/6-8 ミニッツメイド・パーク     | 10/12-18 グローブライフ・フィールド | 10/12-18 グローブライフ・フィールド | 10/12-18 グローブライフ・フィールド | 10/12-18 グローブライフ・フィールド | 10/12-18 グローブライフ・フィールド | 10/12-18 グローブライフ・フィールド | 10/12-18 グローブライフ・フィールド |                         |                         |                         |                         |                  |                  | 10/20-27 グローブライフ・フィールド | 10/20-27 グローブライフ・フィールド | 10/20-27 グローブライフ・フィールド | 10/20-27 グローブライフ・フィールド | 10/20-27 グローブライフ・フィールド | 10/20-27 グローブライフ・フィールド | 10/20-27 グローブライフ・フィールド |
| | ALWC                                  | ALWC                                  | ALWC                                  | ALWC                                  | ALWC                                  | ALWC                                  | ALWC                                  | 10/6-8 ミニッツメイド・パーク     | 10/6-8 ミニッツメイド・パーク     | 10/6-8 ミニッツメイド・パーク     | 10/6-8 ミニッツメイド・パーク     | 10/6-8 ミニッツメイド・パーク     | 10/6-8 ミニッツメイド・パーク     | 10/6-8 ミニッツメイド・パーク     | 10/12-18 グローブライフ・フィールド | 10/12-18 グローブライフ・フィールド | 10/12-18 グローブライフ・フィールド | 10/12-18 グローブライフ・フィールド | 10/12-18 グローブライフ・フィールド | 10/12-18 グローブライフ・フィールド | 10/12-18 グローブライフ・フィールド | A1                      | レイズ                  | レイズ                  | レイズ                  | レイズ           | レイズ           | レイズ                              |                                     |                                     |                                     |                                     |                                     |                                     |
| | ALWC                                  | ALWC                                  | ALWC                                  | ALWC                                  | ALWC                                  | ALWC                                  | ALWC                                  | 10/6-8 ミニッツメイド・パーク     | 10/6-8 ミニッツメイド・パーク     | 10/6-8 ミニッツメイド・パーク     | 10/6-8 ミニッツメイド・パーク     | 10/6-8 ミニッツメイド・パーク     | 10/6-8 ミニッツメイド・パーク     | 10/6-8 ミニッツメイド・パーク     | 10/12-18 グローブライフ・フィールド | 10/12-18 グローブライフ・フィールド | 10/12-18 グローブライフ・フィールド | 10/12-18 グローブライフ・フィールド | 10/12-18 グローブライフ・フィールド | 10/12-18 グローブライフ・フィールド | 10/12-18 グローブライフ・フィールド | 3                       | 6                       | 2                       | 8                       | 2                | 1                |                                     |                                     |                                     |                                     |                                     |                                     |                                     |
| | 9/30,10/2 リグレー・フィールド        | 9/30,10/2 リグレー・フィールド        | 9/30,10/2 リグレー・フィールド        | 9/30,10/2 リグレー・フィールド        | 9/30,10/2 リグレー・フィールド        | 9/30,10/2 リグレー・フィールド        | 9/30,10/2 リグレー・フィールド        | 10/6-8 ミニッツメイド・パーク     | 10/6-8 ミニッツメイド・パーク     | 10/6-8 ミニッツメイド・パーク     | 10/6-8 ミニッツメイド・パーク     | 10/6-8 ミニッツメイド・パーク     | 10/6-8 ミニッツメイド・パーク     | 10/6-8 ミニッツメイド・パーク     | 10/12-18 グローブライフ・フィールド | 10/12-18 グローブライフ・フィールド | 10/12-18 グローブライフ・フィールド | 10/12-18 グローブライフ・フィールド | 10/12-18 グローブライフ・フィールド | 10/12-18 グローブライフ・フィールド | 10/12-18 グローブライフ・フィールド |                         | 8                       | 4                       | 6                       | 7                | 4                | 3                                   |                                     |                                     |                                     |                                     |                                     |                                     |
| | 9/30,10/2 リグレー・フィールド        | 9/30,10/2 リグレー・フィールド        | 9/30,10/2 リグレー・フィールド        | 9/30,10/2 リグレー・フィールド        | 9/30,10/2 リグレー・フィールド        | 9/30,10/2 リグレー・フィールド        | 9/30,10/2 リグレー・フィールド        | 10/6-8 ミニッツメイド・パーク     | 10/6-8 ミニッツメイド・パーク     | 10/6-8 ミニッツメイド・パーク     | 10/6-8 ミニッツメイド・パーク     | 10/6-8 ミニッツメイド・パーク     | 10/6-8 ミニッツメイド・パーク     | 10/6-8 ミニッツメイド・パーク     | 10/12-18 グローブライフ・フィールド | 10/12-18 グローブライフ・フィールド | 10/12-18 グローブライフ・フィールド | 10/12-18 グローブライフ・フィールド | 10/12-18 グローブライフ・フィールド | 10/12-18 グローブライフ・フィールド | 10/12-18 グローブライフ・フィールド | N1                      | ドジャース              | ドジャース              | ドジャース              | ドジャース       | ドジャース       | ドジャース                          |                                     |                                     |                                     |                                     |                                     |                                     |
| | 6                                     | マーリンズ                            | マーリンズ                            | マーリンズ                            | マーリンズ                            | マーリンズ                            | マーリンズ                            | 10/6-8 ミニッツメイド・パーク     | 10/6-8 ミニッツメイド・パーク     | 10/6-8 ミニッツメイド・パーク     | 10/6-8 ミニッツメイド・パーク     | 10/6-8 ミニッツメイド・パーク     | 10/6-8 ミニッツメイド・パーク     | 10/6-8 ミニッツメイド・パーク     | 10/12-18 グローブライフ・フィールド | 10/12-18 グローブライフ・フィールド | 10/12-18 グローブライフ・フィールド | 10/12-18 グローブライフ・フィールド | 10/12-18 グローブライフ・フィールド | 10/12-18 グローブライフ・フィールド | 10/12-18 グローブライフ・フィールド | ワールドシリーズ        | ワールドシリーズ        | ワールドシリーズ        | ワールドシリーズ        | ワールドシリーズ | ワールドシリーズ | ワールドシリーズ                    |                                     |                                     |                                     |                                     |                                     |                                     |
| | 5                                     | 2                                     |                                       |                                       |                                       |                                       |                                       | 10/6-8 ミニッツメイド・パーク     | 10/6-8 ミニッツメイド・パーク     | 10/6-8 ミニッツメイド・パーク     | 10/6-8 ミニッツメイド・パーク     | 10/6-8 ミニッツメイド・パーク     | 10/6-8 ミニッツメイド・パーク     | 10/6-8 ミニッツメイド・パーク     | 10/12-18 グローブライフ・フィールド | 10/12-18 グローブライフ・フィールド | 10/12-18 グローブライフ・フィールド | 10/12-18 グローブライフ・フィールド | 10/12-18 グローブライフ・フィールド | 10/12-18 グローブライフ・フィールド | 10/12-18 グローブライフ・フィールド | ワールドシリーズ        | ワールドシリーズ        | ワールドシリーズ        | ワールドシリーズ        | ワールドシリーズ | ワールドシリーズ | ワールドシリーズ                    |                                     |                                     |                                     |                                     |                                     |                                     |
| | 1                                     | 0                                     |                                       |                                       |                                       |                                       |                                       | 10/6-8 ミニッツメイド・パーク     | 10/6-8 ミニッツメイド・パーク     | 10/6-8 ミニッツメイド・パーク     | 10/6-8 ミニッツメイド・パーク     | 10/6-8 ミニッツメイド・パーク     | 10/6-8 ミニッツメイド・パーク     | 10/6-8 ミニッツメイド・パーク     | 10/12-18 グローブライフ・フィールド | 10/12-18 グローブライフ・フィールド | 10/12-18 グローブライフ・フィールド | 10/12-18 グローブライフ・フィールド | 10/12-18 グローブライフ・フィールド | 10/12-18 グローブライフ・フィールド | 10/12-18 グローブライフ・フィールド |                         |                         |                         |                         |                  |                  |                                     |                                     |                                     |                                     |                                     |                                     |                                     |
| | 3                                     | カブス                                | カブス                                | カブス                                | カブス                                | カブス                                | カブス                                | 6                                 | マーリンズ                        | マーリンズ                        | マーリンズ                        | マーリンズ                        | マーリンズ                        | マーリンズ                        | 10/12-18 グローブライフ・フィールド | 10/12-18 グローブライフ・フィールド | 10/12-18 グローブライフ・フィールド | 10/12-18 グローブライフ・フィールド | 10/12-18 グローブライフ・フィールド | 10/12-18 グローブライフ・フィールド | 10/12-18 グローブライフ・フィールド |                         |                         |                         |                         |                  |                  |                                     |                                     |                                     |                                     |                                     |                                     |                                     |
| | 9/30,10/1 トゥルーイスト・パーク      | 9/30,10/1 トゥルーイスト・パーク      | 9/30,10/1 トゥルーイスト・パーク      | 9/30,10/1 トゥルーイスト・パーク      | 9/30,10/1 トゥルーイスト・パーク      | 9/30,10/1 トゥルーイスト・パーク      | 9/30,10/1 トゥルーイスト・パーク      | 5                                 | 0                                 | 0                                 |                                   |                                   |                                   |                                   | 10/12-18 グローブライフ・フィールド | 10/12-18 グローブライフ・フィールド | 10/12-18 グローブライフ・フィールド | 10/12-18 グローブライフ・フィールド | 10/12-18 グローブライフ・フィールド | 10/12-18 グローブライフ・フィールド | 10/12-18 グローブライフ・フィールド |                         |                         |                         |                         |                  |                  |                                     |                                     |                                     |                                     |                                     |                                     |                                     |
| | 9/30,10/1 トゥルーイスト・パーク      | 9/30,10/1 トゥルーイスト・パーク      | 9/30,10/1 トゥルーイスト・パーク      | 9/30,10/1 トゥルーイスト・パーク      | 9/30,10/1 トゥルーイスト・パーク      | 9/30,10/1 トゥルーイスト・パーク      | 9/30,10/1 トゥルーイスト・パーク      |                                   | 9                                 | 2                                 | 7                                 |                                   |                                   |                                   |                                     | 10/12-18 グローブライフ・フィールド | 10/12-18 グローブライフ・フィールド | 10/12-18 グローブライフ・フィールド | 10/12-18 グローブライフ・フィールド | 10/12-18 グローブライフ・フィールド | 10/12-18 グローブライフ・フィールド |                         |                         |                         |                         |                  |                  |                                     |                                     |                                     |                                     |                                     |                                     |                                     |
| | 7                                     | レッズ                                | レッズ                                | レッズ                                | レッズ                                | レッズ                                | レッズ                                | 2                                 | ブレーブス                        | ブレーブス                        | ブレーブス                        | ブレーブス                        | ブレーブス                        | ブレーブス                        | 10/12-18 グローブライフ・フィールド | 10/12-18 グローブライフ・フィールド | 10/12-18 グローブライフ・フィールド | 10/12-18 グローブライフ・フィールド | 10/12-18 グローブライフ・フィールド | 10/12-18 グローブライフ・フィールド | 10/12-18 グローブライフ・フィールド |                         |                         |                         |                         |                  |                  |                                     |                                     |                                     |                                     |                                     |                                     |                                     |
| | 0                                     | 0                                     |                                       |                                       |                                       |                                       |                                       | 10/6-8 グローブライフ・フィールド | 10/6-8 グローブライフ・フィールド | 10/6-8 グローブライフ・フィールド | 10/6-8 グローブライフ・フィールド | 10/6-8 グローブライフ・フィールド | 10/6-8 グローブライフ・フィールド | 10/6-8 グローブライフ・フィールド | 10/12-18 グローブライフ・フィールド | 10/12-18 グローブライフ・フィールド | 10/12-18 グローブライフ・フィールド | 10/12-18 グローブライフ・フィールド | 10/12-18 グローブライフ・フィールド | 10/12-18 グローブライフ・フィールド | 10/12-18 グローブライフ・フィールド |                         |                         |                         |                         |                  |                  |                                     |                                     |                                     |                                     |                                     |                                     |                                     |
| | 1                                     | 5                                     |                                       |                                       |                                       |                                       |                                       | 10/6-8 グローブライフ・フィールド | 10/6-8 グローブライフ・フィールド | 10/6-8 グローブライフ・フィールド | 10/6-8 グローブライフ・フィールド | 10/6-8 グローブライフ・フィールド | 10/6-8 グローブライフ・フィールド | 10/6-8 グローブライフ・フィールド | 10/12-18 グローブライフ・フィールド | 10/12-18 グローブライフ・フィールド | 10/12-18 グローブライフ・フィールド | 10/12-18 グローブライフ・フィールド | 10/12-18 グローブライフ・フィールド | 10/12-18 グローブライフ・フィールド | 10/12-18 グローブライフ・フィールド |                         |                         |                         |                         |                  |                  |                                     |                                     |                                     |                                     |                                     |                                     |                                     |
| | 2                                     | ブレーブス                            | ブレーブス                            | ブレーブス                            | ブレーブス                            | ブレーブス                            | ブレーブス                            | 10/6-8 グローブライフ・フィールド | 10/6-8 グローブライフ・フィールド | 10/6-8 グローブライフ・フィールド | 10/6-8 グローブライフ・フィールド | 10/6-8 グローブライフ・フィールド | 10/6-8 グローブライフ・フィールド | 10/6-8 グローブライフ・フィールド | 2                                   | ブレーブス                          | ブレーブス                          | ブレーブス                          | ブレーブス                          | ブレーブス                          | ブレーブス                          |                         |                         |                         |                         |                  |                  |                                     |                                     |                                     |                                     |                                     |                                     |                                     |
| | 9/30,10/1,2 ペトコ・パーク            | 9/30,10/1,2 ペトコ・パーク            | 9/30,10/1,2 ペトコ・パーク            | 9/30,10/1,2 ペトコ・パーク            | 9/30,10/1,2 ペトコ・パーク            | 9/30,10/1,2 ペトコ・パーク            | 9/30,10/1,2 ペトコ・パーク            | 10/6-8 グローブライフ・フィールド | 10/6-8 グローブライフ・フィールド | 10/6-8 グローブライフ・フィールド | 10/6-8 グローブライフ・フィールド | 10/6-8 グローブライフ・フィールド | 10/6-8 グローブライフ・フィールド | 10/6-8 グローブライフ・フィールド | 5                                   | 8                                   | 3                                   | 10                                  | 3                                   | 1                                   | 3                                   |                         |                         |                         |                         |                  |                  |                                     |                                     |                                     |                                     |                                     |                                     |                                     |
| | 9/30,10/1,2 ペトコ・パーク            | 9/30,10/1,2 ペトコ・パーク            | 9/30,10/1,2 ペトコ・パーク            | 9/30,10/1,2 ペトコ・パーク            | 9/30,10/1,2 ペトコ・パーク            | 9/30,10/1,2 ペトコ・パーク            | 9/30,10/1,2 ペトコ・パーク            | 10/6-8 グローブライフ・フィールド | 10/6-8 グローブライフ・フィールド | 10/6-8 グローブライフ・フィールド | 10/6-8 グローブライフ・フィールド | 10/6-8 グローブライフ・フィールド | 10/6-8 グローブライフ・フィールド | 10/6-8 グローブライフ・フィールド |                                     | 1                                   | 7                                   | 15                                  | 2                                   | 7                                   | 3                                   | 4                       |                         |                         |                         |                  |                  |                                     |                                     |                                     |                                     |                                     |                                     |                                     |
| | 5                                     | カージナルス                          | カージナルス                          | カージナルス                          | カージナルス                          | カージナルス                          | カージナルス                          | 10/6-8 グローブライフ・フィールド | 10/6-8 グローブライフ・フィールド | 10/6-8 グローブライフ・フィールド | 10/6-8 グローブライフ・フィールド | 10/6-8 グローブライフ・フィールド | 10/6-8 グローブライフ・フィールド | 10/6-8 グローブライフ・フィールド | 1                                   | ドジャース                          | ドジャース                          | ドジャース                          | ドジャース                          | ドジャース                          | ドジャース                          |                         |                         |                         |                         |                  |                  |                                     |                                     |                                     |                                     |                                     |                                     |                                     |
| | 7                                     | 9                                     | 0                                     |                                       |                                       |                                       |                                       | 10/6-8 グローブライフ・フィールド | 10/6-8 グローブライフ・フィールド | 10/6-8 グローブライフ・フィールド | 10/6-8 グローブライフ・フィールド | 10/6-8 グローブライフ・フィールド | 10/6-8 グローブライフ・フィールド | 10/6-8 グローブライフ・フィールド | NLCS                                | NLCS                                | NLCS                                | NLCS                                | NLCS                                | NLCS                                | NLCS                                |                         |                         |                         |                         |                  |                  |                                     |                                     |                                     |                                     |                                     |                                     |                                     |
| | 4                                     | 11                                    | 4                                     |                                       |                                       |                                       |                                       | 10/6-8 グローブライフ・フィールド | 10/6-8 グローブライフ・フィールド | 10/6-8 グローブライフ・フィールド | 10/6-8 グローブライフ・フィールド | 10/6-8 グローブライフ・フィールド | 10/6-8 グローブライフ・フィールド | 10/6-8 グローブライフ・フィールド | NLCS                                | NLCS                                | NLCS                                | NLCS                                | NLCS                                | NLCS                                | NLCS                                |                         |                         |                         |                         |                  |                  |                                     |                                     |                                     |                                     |                                     |                                     |                                     |
| | 4                                     | パドレス                              | パドレス                              | パドレス                              | パドレス                              | パドレス                              | パドレス                              | 4                                 | パドレス                          | パドレス                          | パドレス                          | パドレス                          | パドレス                          | パドレス                          |                                     |                                     |                                     |                                     |                                     |                                     |                                     |                         |                         |                         |                         |                  |                  |                                     |                                     |                                     |                                     |                                     |                                     |                                     |
| | 9/30,10/1 ドジャー・スタジアム        | 9/30,10/1 ドジャー・スタジアム        | 9/30,10/1 ドジャー・スタジアム        | 9/30,10/1 ドジャー・スタジアム        | 9/30,10/1 ドジャー・スタジアム        | 9/30,10/1 ドジャー・スタジアム        | 9/30,10/1 ドジャー・スタジアム        | 1                                 | 5                                 | 3                                 |                                   |                                   |                                   |                                   |                                     |                                     |                                     |                                     |                                     |                                     |                                     |                         |                         |                         |                         |                  |                  |                                     |                                     |                                     |                                     |                                     |                                     |                                     |
| | 9/30,10/1 ドジャー・スタジアム        | 9/30,10/1 ドジャー・スタジアム        | 9/30,10/1 ドジャー・スタジアム        | 9/30,10/1 ドジャー・スタジアム        | 9/30,10/1 ドジャー・スタジアム        | 9/30,10/1 ドジャー・スタジアム        | 9/30,10/1 ドジャー・スタジアム        |                                   | 5                                 | 6                                 | 12                                |                                   |                                   |                                   |                                     |                                     |                                     |                                     |                                     |                                     |                                     |                         |                         |                         |                         |                  |                  |                                     |                                     |                                     |                                     |                                     |                                     |                                     |
| | 8                                     | パドレス                              | パドレス                              | パドレス                              | パドレス                              | パドレス                              | パドレス                              | 1                                 | ドジャース                        | ドジャース                        | ドジャース                        | ドジャース                        | ドジャース                        | ドジャース                        |                                     |                                     |                                     |                                     |                                     |                                     |                                     |                         |                         |                         |                         |                  |                  |                                     |                                     |                                     |                                     |                                     |                                     |                                     |
| | 2                                     | 0                                     |                                       |                                       |                                       |                                       |                                       | NLDS                              | NLDS                              | NLDS                              | NLDS                              | NLDS                              | NLDS                              | NLDS                              |                                     |                                     |                                     |                                     |                                     |                                     |                                     |                         |                         |                         |                         |                  |                  |                                     |                                     |                                     |                                     |                                     |                                     |                                     |
| | 4                                     | 3                                     |                                       |                                       |                                       |                                       |                                       | NLDS                              | NLDS                              | NLDS                              | NLDS                              | NLDS                              | NLDS                              | NLDS                              |                                     |                                     |                                     |                                     |                                     |                                     |                                     |                         |                         |                         |                         |                  |                  |                                     |                                     |                                     |                                     |                                     |                                     |                                     |
| | 1                                     | ドジャース                            | ドジャース                            | ドジャース                            | ドジャース                            | ドジャース                            | ドジャース                            |                                   |                                   |                                   |                                   |                                   |                                   |                                   |                                     |                                     |                                     |                                     |                                     |                                     |                                     |                         |                         |                         |                         |                  |                  |                                     |                                     |                                     |                                     |                                     |                                     |                                     |
| | NLWC                                  |                                       |                                       |                                       |                                       |                                       |                                       |                                   |                                   |                                   |                                   |                                   |                                   |                                   |                                     |                                     |                                     |                                     |                                     |                                     |                                     |                         |                         |                         |                         |                  |                  |                                     |                                     |                                     |                                     |                                     |                                     |                                     |
| |                                       |                                       |                                       |                                       |                                       |                                       |                                       |                                   |                                   |                                   |                                   |                                   |                                   |                                   |                                     |                                     |                                     |                                     |                                     |                                     |                                     |                         |                         |                         |                         |                  |                  |                                     |                                     |                                     |                                     |                                     |                                     |                                     |
| - 対戦カードはレギュラーシーズンのシード順で決定される - チーム名の左の数字は、レギュラーシーズンの結果に基づいて決定されたシード順 - ワイルドカードシリーズは、シード上位のホームグラウンドにて開催 - コロナ禍により、ディビジョナルシリーズ以降のスタジアムは事前に決定 - ワールドシリーズはレギュラーシーズンの勝率上位がシード順上位扱いとなる - 3回戦では3戦全て、5回戦では1・2・5戦、7回戦では1・2・6・7戦がシード上位の後攻となる - 日付はアメリカ東部時間 |                                       |                                       |                                       |                                       |                                       |                                       |                                       |                                   |                                   |                                   |                                   |                                   |                                   |                                   |                                     |                                     |                                     |                                     |                                     |                                     |                                     |                         |                         |                         |                         |                  |                  |                                     |                                     |                                     |                                     |                                     |                                     |                                     |

ワイルドカード
| 日付                     | 試合    | アウェイ球団（先攻）     | スコア | ホーム球団（後攻） | 開催球場               |
| ------------------------ | ------- | ------------------------ | ------ | ------------------ | ---------------------- |
| 9月29日                  | 第1試合 | ヒューストン・アストロズ | 4-1    | ミネソタ・ツインズ | ターゲット・フィールド |
| 9月30日                  | 第2試合 | ヒューストン・アストロズ | 3-1    | ミネソタ・ツインズ | ターゲット・フィールド |
| ディビジョンシリーズ進出 |         |                          |        |                    |                        |

ディビジョンシリーズ
| 日付                                 | 試合    | アウェイ球団（先攻）         | スコア | ホーム球団（後攻）           | 開催球場             |
| ------------------------------------ | ------- | ---------------------------- | ------ | ---------------------------- | -------------------- |
| 10月5日                              | 第1試合 | ヒューストン・アストロズ     | 10-5   | オークランド・アスレチックス | ドジャー・スタジアム |
| 10月6日                              | 第2試合 | ヒューストン・アストロズ     | 5-2    | オークランド・アスレチックス | ドジャー・スタジアム |
| 10月7日                              | 第3試合 | オークランド・アスレチックス | 9-7    | ヒューストン・アストロズ     | ドジャー・スタジアム |
| 10月8日                              | 第4試合 | オークランド・アスレチックス | 6-11   | ヒューストン・アストロズ     | ドジャー・スタジアム |
| リーグチャンピオンシップシリーズ進出 |         |                              |        |                              |                      |

| 日付                                 | 試合    | アウェイ球団（先攻）     | スコア | ホーム球団（後攻）       | 開催球場       |
| ------------------------------------ | ------- | ------------------------ | ------ | ------------------------ | -------------- |
| 10月11日                             | 第1試合 | ヒューストン・アストロズ | 1-2    | タンパベイ・レイズ       | ペトコ・パーク |
| 10月12日                             | 第2試合 | ヒューストン・アストロズ | 2-4    | タンパベイ・レイズ       | ペトコ・パーク |
| 10月13日                             | 第3試合 | タンパベイ・レイズ       | 5-2    | ヒューストン・アストロズ | ペトコ・パーク |
| 10月14日                             | 第4試合 | タンパベイ・レイズ       | 3-4    | ヒューストン・アストロズ | ペトコ・パーク |
| 10月15日                             | 第5試合 | タンパベイ・レイズ       | 3-4    | ヒューストン・アストロズ | ペトコ・パーク |
| 10月16日                             | 第6試合 | ヒューストン・アストロズ | 7-4    | タンパベイ・レイズ       | ペトコ・パーク |
| 10月17日                             | 第7試合 | ヒューストン・アストロズ | 2-4    | タンパベイ・レイズ       | ペトコ・パーク |
| リーグチャンピオンシップシリーズ敗退 |         |                          |        |                          |                |

### 先発変遷
| 打順 | 開幕戦       | 開幕戦 | 9月1日           | 9月1日 |
| ---- | ------------ | ------ | ---------------- | ------ |
| 1    | スプリンガー | CF     | スプリンガー     | CF     |
| 2    | アルトゥーベ | 2B     | アルトゥーベ     | 2B     |
| 3    | ブレグマン   | 3B     | ブラントリー     | LF     |
| 4    | ブラントリー | LF     | グリエル         | 1B     |
| 5    | グリエル     | 1B     | カイル・タッカー | DH     |
| 6    | コレア       | SS     | コレア           | SS     |
| 7    | レディック   | RF     | レディック       | RF     |
| 8    | ディアス     | DH     | トロ             | 3B     |
| 9    | マルドナード | C      | ガーノウ         | C      |
|      | バーランダー | P      | バルデス         | P      |

## 首脳陣
| ヒューストン・アストロズ 2020 | ヒューストン・アストロズ 2020 | ヒューストン・アストロズ 2020  | ヒューストン・アストロズ 2020 |
| 背番号                        | 名前                          | 役職                           |                               |
| ----------------------------- | ----------------------------- | ------------------------------ | ----------------------------- |
| 12                            | ダスティ・ベイカー            | 監督                           |                               |
| 19                            | ジョー・エスパーダ            | ベンチコーチ                   |                               |
| 37                            | アレックス・シントロン        | 打撃コーチ                     |                               |
| 46                            | トロイ・スニッカー            | 打撃コーチ                     |                               |
| 56                            | ブレント・ストローム          | 投手コーチ                     |                               |
| 18                            | オマー・ロペス                | 一塁コーチ                     |                               |
| 8                             | ゲイリー・ペティス            | 三塁コーチ                     |                               |
| 48                            | ジョシュ・ミラー              | ブルペンコーチ                 |                               |
| 17                            | マイケル・コリンズ            | 捕手コーチ                     |                               |
| 36                            | クリス・スパイアー            | クオリティ・コントロールコーチ |                               |
| 85                            | ハビアー・ブラカモンテ        | ブルペン捕手                   |                               |

## 個人成績

### 投手成績
※色付きは規定投球回数（60イニング）以上の選手
| 選 手                | 登 板 | 完 投 | 完 封 | 勝 利 | 敗 戦 | セ ｜ ブ | 勝 率 | 投 球 回 | 被 安 打 | 被 本 塁 打 | 与 四 球 | 奪 三 振 | 失 点 | 自 責 点 | 防 御 率 |
| -------------------- | ----- | ----- | ----- | ----- | ----- | -------- | ----- | -------- | -------- | ----------- | -------- | -------- | ----- | -------- | -------- |
| フランバー・バルデス | 11    | 0     | 0     | 5     | 3     | 0        | .625  | 70.2     | 63       | 5           | 16       | 76       | 32    | 28       | 3.57     |
| ザック・グレインキー | 12    | 0     | 0     | 3     | 3     | 0        | .500  | 67.0     | 67       | 6           | 9        | 67       | 30    | 30       | 4.03     |

### 野手成績
※色付きは規定打数（186打数）以上の選手
| 選 手                  | 試 合 | 打 席 | 打 数 | 得 点 | 安 打 | 二 塁 打 | 三 塁 打 | 本 塁 打 | 打 点 | 盗 塁 | 犠 打 | 犠 飛 | 四 球 | 三 振 | 打 率 | 出 塁 率 |
| ---------------------- | ----- | ----- | ----- | ----- | ----- | -------- | -------- | -------- | ----- | ----- | ----- | ----- | ----- | ----- | ----- | -------- |
| ユリ・グリエル         | 57    | 230   | 211   | 27    | 49    | 12       | 1        | 6        | 22    | 0     | 0     | 5     | 12    | 27    | .232  | .274     |
| カイル・タッカー       | 58    | 228   | 209   | 33    | 56    | 12       | 6        | 9        | 42    | 8     | 0     | 1     | 18    | 46    | .268  | .325     |
| ジョージ・スプリンガー | 51    | 222   | 189   | 37    | 50    | 6        | 2        | 14       | 32    | 1     | 0     | 2     | 24    | 38    | .265  | .359     |
| カルロス・コレア       | 58    | 221   | 201   | 22    | 53    | 9        | 0        | 5        | 25    | 0     | 0     | 1     | 16    | 49    | .264  | .326     |
| ホセ・アルトゥーベ     | 48    | 210   | 192   | 32    | 42    | 9        | 0        | 5        | 18    | 2     | 0     | 0     | 17    | 39    | .219  | .286     |
| ジョシュ・レディック   | 56    | 210   | 188   | 22    | 46    | 11       | 1        | 4        | 23    | 1     | 0     | 1     | 20    | 42    | .245  | .316     |